# Бюссе, Марсель
Марсель Бюссе (фр. Marcel Buysse; 11 ноября 1889, Вонтергем, Бельгия — 3 октября 1939, Гент, Бельгия) — бельгийский профессиональный шоссейный и трековый велогонщик в 1909-1926 годах.  Брат бельгийского профессионального велогонщика Люсьена Бюссе.

## Достижения

### Шоссе
1909
3-й Чемпионат Фландрии
1910
3-й Чемпионат Бельгии — Групповая гонка 
1912
4-й Тур де Франс — Генеральная классификация
1913
3-й Тур де Франс — Генеральная классификация
1-й — Этапы 4, 7, 11, 12, 14 и 15
3-й Тур Бельгии — Генеральная классификация
1-й — Этап 3
6-й Париж — Тур
1914
1-й Тур Фландрии
1-й — Этап 1 Тур Бельгии
1-й Бордо — Париж
1919
3-й Джиро д’Италия — Генеральная классификация
3-й Схелдепрейс
1920
6-й Джиро д’Италия — Генеральная классификация<
10-й Париж — Рубе
1921
2-й Чемпионат Фландрии

### Трек
1920
1-й Шесть дней Брюсселя
1922
1-й Шесть дней Гента
1924
1-й Шесть дней Нью-Йорка (вместе с Морисом Брокко)

## Статистика выступлений

### Гранд-туры
| Гранд-тур                 | 1912 | 1913 | 1914 | 1915-1918 | 1919 | 1920 |
| ------------------------- | ---- | ---- | ---- | --------- | ---- | ---- |
| (с 1931 -) Джиро д’Италия | —    | —    | —    | НП        | 3    | 6    |
| (с 1919 - ) Тур де Франс  | 4    | 3    | НФ   | НП        | НФ   | —    |

| —  | Не участвовал                                      |
| НП | Соревнование не проводилось (Первая мировая война) |
| НФ | Не финишировал                                     |